# Walter Burkert
Pour les articles homonymes, voir Burkert.
Walter Burkert, né le 2 février 1931 à Neuendettelsau et mort le 11 mars 2015 à Zurich, est un chercheur et un universitaire allemand, spécialisé en mythologie et en histoire des religions, et connu pour ses travaux sur la religion grecque antique et les cultes à mystères. Burkert s'est fait connaître en 1972 par son ouvrage Homo necans consacré à l'étude de la mythologie et de la religion grecques. Il a été professeur de philologie classique à l'université de Zurich.

## Biographie
L'influence de Walter Burkert a été particulièrement importante. L'historien Pierre Bonnechere, dans un article d'hommage consacré au spécialiste de l'histoire des religions, évoque « un géant qui, durant cinquante ans, eut la bonne fortune de servir de guide à deux, sinon trois générations de chercheurs. » Selon lui, Walter Burkert s'était imposé « presque partout, en quelques années, comme le pontifex maximus de la religion grecque, digne successeur de Martin Persson Nilsson. »
Dans Kulte des Altertums. Biologische Grundlagen der Religion, son ouvrage le plus souvent traduit et qui dérive de conférences faites en 1996 à Harvard, Burkert cherche à expliquer l'extraordinaire permanence du fait religieux et sa présence dans la presque totalité des sociétés humaines. À cette fin, il rejette le relativisme culturel dominant dans les sciences sociales et notamment l'analyse de Jean-Pierre Vernant qui rattache la naissance de la religion grecque au développement de la cité. Considérant l'ubiquité du phénomène religieux, il fait l'hypothèse que celui-ci doit avoir des bases biologiques, tout en donnant à ce dernier terme un sens tellement large qu'il englobe nombre d'éléments qui relèvent en fait du socio-culturel selon certains critiques.
Burkert place au cœur du phénomène religieux un sentiment de dépendance et de soumission à des autorités invisibles. Le langage joue un rôle capital dans la naissance du fait religieux, car il permet d'invoquer la présence d'êtres invisibles. Il permet aussi de construire des récits élémentaires selon le schéma du conte mis au jour par Vladimir Propp, récits qui se retrouvent dans toutes les cultures et notamment les mythes grecs. Selon Burkert, les religions, tout comme les histoires et les rituels, ont une fonction cognitive car elles permettent de simplifier une réalité complexe et de la rendre communicable.

## Principales publications
- Weisheit und Wissenschaft Studien zu Pythagoras, Philolaos und Platon (1962), trad. an. : Lore and Science in Ancient Pythagoreanism, Harvard University Press, 1972.
- La religion grecque à l'époque archaïque et classique (1977, 2010), éditions Picard, 2011. Traduction et mise à jour bibliographique par Pierre Bonnechere.
- Homo Necans : Rites sacrificiels et mythes de la Grèce ancienne, traduit par Hélène Feydy, Belles Lettres, 2005 (Homo Necans. Interpretationen altgriechischer Opferriten und Mythen, Berlin, 1972). La traduction française de 2005 se fonde sur la deuxième édition augmentée parue en 1997.
- Griechische Religion der archaischen und klassischen Epoche Stuttgart, 1977.
- Structure and History in Greek Mythology and Ritual, Berkeley, 1979.
- Die orientalisierende Epoche in der griechischen Religion und Literatur, Heidelberg, 1984.
- Walter Burkert, Les cultes à mystères dans l'Antiquité ; trad. Alain-Philippe Segonds. Paris, les Belles lettres, 2003. (Vérité des mythes ; 22). 194 p.  (ISBN 978-2-251-32436-4).
- Klassisches Altertum und antikes Christentum, Berlin, 1996
- Kulte des Altertums. Biologische Grundlagen der Religion, Munich 1998;  Creation of the sacred: Tracks of biology in early Religions, Harvard University Press, 1998; La Creación de lo sagrado : la huella de la biología en las religiones antiguas, Barcelona : Acantilado, 2009.
- La Tradition orientale dans la culture grecque, trad. B. Leclercq-Neveu, Paris, Macula, 2001  (ISBN 978-2-86589-036-1)
- Die Griechen und der Orient, München, 2004

Recueils, articles et travaux mineurs de Burkert sont en cours de publication :
- Kleine Schriften I – Homerica, préface de Christoph Riedweg, Göttingen, 2001
- Kleine Schriften II – Orientalia, préface de Maria Laura Gemelli Marciano, Göttingen, 2003
- Kleine Schriften III – Mystica, Orphica, Pythagorica, préface de Fritz Graf, Göttingen, 2006
- Kleine Schriften VII – Tragica et Historica, préface de Wolfgang Rösler, Göttingen, 2007

## Ouvrages cités
- Pierre Bonnechere, « Hommage à Walter Burkert (1931–2015) », Kernos, no 28,‎ 2015, p. 9-11 (lire en ligne)
- (en) Norman Cohn, « The Uses of God : Creation of the Sacred : Tracks of Biology in Early Religions », New York Review of Books, nos 43-8,‎ 9 mai 1996, p. 7